# Krishna Poonia
Krishna Poonia (in indiano कृष्णा पूनिया; Gagarwas, 5 maggio 1982) è una politica ed ex discobola indiana.

## Palmarès
| Anno | Manifestazione      | Sede      | Evento           | Risultato | Misura  | Note |
| ---- | ------------------- | --------- | ---------------- | --------- | ------- | ---- |
| 2005 | Campionati asiatici | Incheon   | Lancio del disco | Bronzo    | 57,67 m |      |
| 2006 | Commonwealth        | Melbourne | Lancio del disco | 5ª        | 58,65 m |      |
| 2006 | Giochi asiatici     | Doha      | Lancio del disco | Bronzo    | 61,53 m |      |
| 2007 | Campionati asiatici | Amman     | Lancio del disco | Bronzo    | 55,38 m |      |
| 2007 | Mondiali            | Osaka     | Lancio del disco | 22ª (q)   | 57,17 m |      |
| 2008 | Olimpiadi           | Pechino   | Lancio del disco | 24ª       | 58,23 m |      |
| 2009 | Mondiali            | Berlino   | Lancio del disco | 28ª (q)   | 56,75 m |      |
| 2009 | Campionati asiatici | Guangzhou | Lancio del disco | Bronzo    | 59,84 m |      |
| 2010 | Commonwealth        | Delhi     | Lancio del disco | Oro       | 61,51 m |      |
| 2010 | Giochi asiatici     | Canton    | Lancio del disco | Bronzo    | 61,94 m |      |
| 2011 | Campionati asiatici | Kōbe      | Lancio del disco | 4ª        | 56,23 m |      |
| 2012 | Olimpiadi           | Londra    | Lancio del disco | 6ª        | 63,62 m |      |
| 2013 | Campionati asiatici | Pune      | Lancio del disco | 4ª        | 55,01 m |      |
| 2014 | Commonwealth        | Glasgow   | Lancio del disco | 5ª        | 57,84 m |      |
| 2014 | Giochi asiatici     | Incheon   | Lancio del disco | 4ª        | 55,57 m |      |